# Monetaire nominalisme
Het monetaire nominalisme is in België een regel van het algemeen verbintenissenrecht volgens dewelke de schuldenaar van een geldsom, zelfs in geval van vermeerdering of vermindering van de waarde van de munt, slechts de numerieke geldsom moet betalen die in het contract is uitgedrukt. De schuldenaar van een geldsom is bevrijd wanneer hij het nominale bedrag betaalt dat in de overeenkomst is uitgedrukt, zelfs in geval van (ernstige) muntontwaarding. Deze regel wordt soms kernachtig samengevat met de woorden 'de frank is de frank' of thans 'de euro is de euro'.
Iemand heeft een som van 100.000 euro geleend, op het ogenblik van de lening een niet onaanzienlijk bedrag. Op het tijdstip van de terugbetaling is 100.000 euro door een enorme muntdepreciatie de prijs van een brood geworden. Volgens de regel van het monetair nominalisme zal de schuldenaar zich geldig kunnen bevrijden door de som van 100.000 euro te betalen, zelfs al stelt dit bedrag niets meer voor op het tijdstip van de terugbetaling.
De regel van het monetaire nominalisme is volgens de tekst van het Burgerlijk Wetboek geen algemene wettelijke regel van het verbintenissenrecht. Hij is wel opgenomen in het Burgerlijk Wetboek voor de verbruiklening, in artikel 1895: 'De verbintenis die voortvloeit uit een lening van geld, is steeds bepaald door de numerieke geldsom die in het contract is uitgedrukt' (artikel 1895, al. 1). 'Indien er voor het tijdstip van de betaling vermeerdering of vermindering van de waarde van de muntspeciën heeft plaatsgehad, moet de schuldenaar de geleende numerieke geldsom teruggeven en moet hij slechts die som teruggeven in de muntspeciën die gangbaar zijn op het ogenblik van de betaling' (artikel 1895, al. 2). De regel van artikel 1895 van het Burgerlijk Wetboek wordt echter toegepast als een algemene regel van het verbintenissenrecht.
De regel van het monetaire nominalisme is niet alleen van belang voor de lening. Hij geldt voor alle overeenkomsten. Zo zal de huurder onverandelijk hetzelfde huurbedrag kunnen betalen, ongeacht de ontwaarding van de munt. Behalve indien er een waardebeveiligingsbeding in het contract werd opgenomen.
De regel van het monetaire nominalisme betreft de openbare orde niet. Hij is ook geen dwingend recht. Partijen kunnen er door middel van een waardebeveiligingsbeding van afwijken, tenzij een wetsbepaling deze afwijking beperkt of verbiedt.
Het bekendste waardebeveiligingsbeding is het indexatiebeding in een huurovereenkomst.